# الجيش الوثني العظيم

خريطة للطرق التي سلكها الجيش الوثني العظيم من 865 إلى 878

الجيش الفايكنغ العظيم المعروف من قبل الأنجلوسكسونيين بالجيش الوثني العظيم (لغة إنجليزية قديمة:mycel hæþen here) ، وهم عبارة عن ائتلاف من المحاربين الإسكندنافيين ، نشأوا في الدنمارك ولكن أيضا من النرويج والسويد ، الذين اجتمعوا معاً لغزو الممالك الأنجلوسكسونية الأربعة التي شكلت إنجلترا في عام 865 م.
منذ أواخر القرن الثامن شارك الفايكنج بشكل أساسي في غارات «الكر والفر» على مراكز الثروة مثل الأديرة ، لكن جيش الوثنيين العظيم كان متميزًا عن هذه الغارات من حيث أنه كان أكبر بكثير ويهدف إلى غزو واحتلال الممالك الأربع في شرق أنجليا ونورثومبريا وميرسيا ويسيكس. ليحتل ويسيطر على مناطق كبيرة.
اشتق اسم الجيش الوثني العظيم من وثائق أنجلو ساكسونية 865. تقول الاسطورة ان القوة بقيادة ثلاثة من أبناء خمسة من راغنار لوثبروك، بما في ذلك هفيتسرك، إيفار الكسيح، وربما أيضا أوبا أو بيورن يارنسيدا. استمرت حملة الغزو والاحتلال ضد الممالك الأنجلوسكسونية 13 سنة.
في عام 866 ، وصل الجيش الوثني العظيم ، إلى شواطئ شرق أنغليا. من الصعب معرفة حجم الجيش ، لكن يبدو أن الرقم 3000 هو رقم معقول. على الرغم من أنه يشار إليه على أنه جيش من الدنماركيين ، إلا أنه في الواقع قد تم استدعاؤه من العديد من الممالك الاسكندنافية, مقابل السلام قدم لهم الملك إدموند من شرق أنغليا الخيول لحملتهم. قضوا فصل الشتاء من 865-66 في ثيتفورد ، قبل أن يسيروا شمالاً للقبض على يورك في نوفمبر 866. وقد تم تأسيست يورك كحصن إبريكوم روماني ، وإحياءها كميناء تجاري أنجلو سكسوني من مملكة يورفيك.